# Lista chorążych reprezentacji Maroka na igrzyskach olimpijskich
Lista chorążych reprezentacji Maroka na igrzyskach olimpijskich – lista zawodników i zawodniczek reprezentacji Maroka, którzy podczas ceremonii otwarcia nowożytnych igrzysk olimpijskich nieśli flagę Maroka.

## Chronologiczna lista chorążych
| Lp. | Rok i miejsce        | Chorąży            | Dyscyplina            |
| --- | -------------------- | ------------------ | --------------------- |
| 1   | 1960, Rzym           | b.d.               |                       |
| 2   | 1964, Tokio          | b.d.               |                       |
| 3   | 1968, Grenoble       | b.d.               |                       |
| 4   | 1968, Meksyk         | b.d.               |                       |
| 5   | 1972, Monachium      | b.d.               |                       |
| 6   | 1976, Montreal       | b.d.               |                       |
| 7   | 1984, Sarajewo       | b.d.               |                       |
| 8   | 1984, Los Angeles    | Lahcen Samsam Akka | Lekkoatletyka         |
| 9   | 1988, Calgary        | Mustapha Naitlhou  | Narciarstwo alpejskie |
| 10  | 1988, Seul           | b.d.               |                       |
| 11  | 1992, Albertville    | b.d.               |                       |
| 12  | 1992, Barcelona      | b.d.               |                       |
| 13  | 1996, Atlanta        | Chalid Skah        | Lekkoatletyka         |
| 14  | 2000, Sydney         | Adil Bel Gaid      | Judo                  |
| 15  | 2004, Ateny          | Nezha Bidouane     | Lekkoatletyka         |
| 16  | 2008, Pekin          | Abdel Kader Kada   |                       |
| 17  | 2010, Vancouver      | Samir Azzimani     | Narciarstwo alpejskie |
| 18  | 2012, Londyn         | Wiam Dislam        | Taekwondo             |
| 19  | 2014, Soczi          | Adam Lamhamedi     | Narciarstwo alpejskie |
| 20  | 2016, Rio de Janeiro | Abdelkebir Ouaddar | Jeździectwo           |
| 21  | 2018, Pjongczang     | Samir Azzimani     | Biegi narciarskie     |
| 22  | 2020, Tokio          | Oumaïma Belahbib   | Boks                  |
| 22  | 2020, Tokio          | Ramzi Boukhiam     | Surfing               |
| 23  | 2022, Pekin          | Yassine Aouich     | Narciarstwo alpejskie |